# Лизана Валльнер, Валентина
Валентина Оливия Виолета Лизана Валльнер (швед. Valentina Olivia Violeta Lizana Wallner; в девичестве Лизана; род. 30 марта 1988, Стокгольм, Швеция) — шведская хоккеистка чилийского происхождения, игравшая на позиции вратаря. Выступала за шведские клубы АИК, МОДО, «Юргорден» и «Ханинге Анкорс». Игрок национальной сборной Швеции, проведшая более 100 международных матчей. Выступала на двух Олимпиадах и пяти чемпионатах мира. Трёхкратная чемпионка Швеции (2007, 2009 и 2012). Становилась лидером чемпионата Швеции по проценту отражённых бросков и коэффициенту надёжности. В 2006 и 2008 годах выигрывала Кубок европейских чемпионов в составе АИКа. После завершения карьеры работает хоккейным экспертом на телевидении и интернет-сервисах. С 2018 по 2020 год являлась тренером вратарей в юниоской сборной Швеции. В настоящее время проходит курсы на должность учительницы английского языка.

## Биография
Валентина Лизана родилась в Стокгольме в семье Горацио Лизана и Паулы Лаукконен. Её отец вместе с братом переехали в Швецию во время военного положения в Чили. Мама работала на нефтяном судне и много путешествовала по миру. Она познакомилась с Горацио на тренинге в Стокгольме. У Валентины есть брат Виктор, который на шесть лет её старше. Семья жила в Скогосе, к югу от столицы. В детстве Валентина вместе с мальчиками играла в хоккей с мячом и футбол. Отец хотел, чтобы дочь стала футболисткой, а мама отдавала приоритет фигурному катанию. Позднее по примеру Виктора она попробовала себя в хоккее с шайбой. На первом командном собрании в Тронгзунде, расположенном по соседству с Скогосе, Лизана изъявила желание быть вратарём и после не меняла своего игрового амплуа. С 2003 по 2007 год Валентина училась в гимназии Сольна в одноимённом районе Стокгольме. Она играла в «Тронгзунде» будучи единственно девочкой в команде. Параллельно Валентина проводила матчи в футболе среди девочек. К 15-ти годам Лизана прекратила посещать футбольные тренировки и сконцентрировалась на хоккее. В 2005 году она записалась для обучения в хоккейный клуб АИК, где днём тренировалась с юношами, а вечером в женской команде. По словам Лизаны, ей пришлось привыкать к женскому хоккею, отличающимся менее скоростным и агрессивным манером игры, но с повышенной непредсказуемостью атак соперниц. В сезоне 2005/06 она стала играть за АИК в женском чемпионате Швеции. Основным вратарём в команде была Ким Мартин, которая поддерживала Валентину на площадке и за её пределами. По ходу чемпионата АИК стал победителем Кубка европейских чемпионов. Перед началом следующего сезона Мартин уехала играть в Северную Америку. Лизана и Анника Олен занимали вратарскую позицию в команде. Весь розыгрыш плей-офф успешно провела Валентина, но на финальный матч против «Сегельторпа» вышла более опытная Олен. Решающая игра завершилась победой АИКа, которая принесла Лизане первый чемпионский титул. По ходу чемпионата она во второй раз выиграла Кубок европейских чемпионов и впервые сыграла за сборную Швеции. Дебютный матч состоялся против сборной Финляндии и завершился победой шведок — 2:1.
В сезоне 2007/08 Лизане предстояло играть в новой лиге Рикссериен, ставшим главным дивизионом чемпионата Швеции. Она стала первым вратарём АИКа; в резерве оставалась Йозефин Леннстрём, которая была на несколько лет младше Валентины. АИК вновь вышел в финал национального чемпионата, где победителем стал «Сегельторп» со счётом 2:5. По ходу регулярного сезона Лизана приняла участие в первом розыгрыше чемпионата мира до 18 лет. Она была основным вратарём на турнире, на котором юниоская сборная Швеции заняла 4-е место. В сезоне 2008/09 АИК в третий раз подряд играл в финале с «Сегельторпом». Валентина помогла команде взять реванш за прошлогоднее поражение и одержать победу со счётом 5:0. После завершения чемпионата Лизана впервые сыграла на чемпионате мира. Из-за травмы Ким Мартин она была основным вратарём на турнире и провела 4 игры, включая матч за 3-е место, завершившийся победой сборной Финляндии. В сезоне 2009/10 готовила сыграть на своей первой Олимпиаде. Она вошла в окончательный состав сборной Швеции на Игры в Ванкувере. По решению тренерского штаба Валентина оставалась резервным вратарём. Шведки боролись за бронзовые медали, но проиграли в матче за 3-е место сборной Финляндии. После Олимпиады Лизана решила сменить обстановку и вслед за лучшей подругой Изабель Юрданссон перешла в МОДО. В новой команде, обладающей лучшими условиями, чем у АИКа, Валентина в первом же сезоне стала лучшей в лиге по количеству отражённых бросков и коэффициенту надёжности. Она была приглашена на чемпионат мира 2011, но вновь не выходила на лёд в матчах турнира. В сезоне 2011/12 Валентина выиграла свой третий чемпионский титул в Швеции, первый с МОДО. Она была признана Шведской хоккейной ассоциацией лучшим вратарём сезона. По словам Лизаны, ведущую роль в успехе команды сыграл тренер Микаэль Нильссон, который добивался уверенности в действиях своих хоккеисток. В следующим сезоне Лизана играла в больших количествах матчей за сборную. Она впервые за четыре года приняла участие в игре мирового первенства. С осени 2013 года Валентина начала подготовку к зимним Олимпийским играм 2014 в Сочи. Перед стартом тренировочного этапа тренеры дали понять Лизане, что она рассматривается как основной вратарь на Олимпиаде. Она усиленно готовилась к турниру вместе с тренером вратарей МОДО Мацеей Швоч. Валентине также оказывал поддержку Олимпийский комитет Швеции. На Олимпиаде она хотела играть в маске с портретом вратаря Стефана Лива, погибшим в авиакатастрофе под Ярославлем, но Международная федерация хоккея на льду (ИИХФ) объявила ей запрет на это изображение. На Играх в Сочи Лизана продемонстрировал лучшую игру в международной карьере, которая была высоко отмечена специалистами. Североамериканские комментаторы называли её во время турнира «Кирпичная стена» (англ. Brick Wall-ner). Шведская сборная заняла итоговое 4-е место на Олимпиаде.
После завершения Олимпиады Лизана планировала завершить карьеру из-за отсутствия мотивации. Однако летом 2014 года она вслед за Тином Энстрём подписала контракт с новым клубом «Юргорден», который стартовал в первом дивизионе чемпионата Швеции. Валентина показала высочайший уровень игры в итоговом турнире сезона за выход в Рикссериен. В 7-ми матчах решающего этапа она отражала более 99 % бросков по своим воротам и помогла «Юргордену» выйти в элитный национальный дивизион. По окончании сезона Лизана приняла приглашение главного тренера сборной Лейфа Боорка быть резервным вратарём на чемпионате мира 2015. Она планировала работать тренером после окончания карьеры и решила изучить методики специалистов сборной. После завершения сезона 2014/15 Валентина завершила игровую карьеру в возрасте 25-ти лет. В конце лета 2015 года она стала работать экспертом на телеканале Eurosport 2, транслирующим матчи Хоккейной Лиги чемпионов. В сезоне 2016/17 Лизана, после рождения первенца, подписала контракт с командой первого дивизиона «Ханинге Анкорс». Она сыграла в 4-х матчах, после чего не принимала участия в матчах в качестве хоккеистки. В 2017 году Валентина начала тренировать сборную Стокгольма. Позже она работала тренером вратарей команды «Стокгольм Норд» в национальном юношеском турнире TV-Pucken. Летом 2018 года Спустя год Лизана была наставником в тренировочном лагере для девочек, организуемым ИИХФ. В сезоне 2018/19 она перешла работать тренером вратарей в юниорскую сборную Швеции. Лизана подготавливала команду до 18 лет к двум юниорским чемпионатам мира. В 2020 она завершила свою тренерскую деятельность. В настоящее время она работает хоккейным экспертом на сервисе Viaplay и получает образование, чтобы стать учительницей английского языка.

## Личная жизнь
29 июня 2013 года Валентина Лизана вышла замуж за бизнесмена Патрика Валльнера. Свадьба состоялась в Эрншёльдсвике. Они познакомились на вечеринке, организованной в связи чемпионством АИКа в 2007 году. С 2010 по 2014 год Патрик работал сервисменом в женской команде МОДО. После брака они оба изменили свою фамилию на Лизана Валльнер. В 2016 году у них родился сын Джейми. Через год Валентина родила девочку, которой дали имя Хейли. Валентина вместе с семьёй живёт в Стокгольме.

## Статистика

### Клубная
- a В «Плей-офф» учитывается статистика игрока в Квалификационном турнире.

### Международная
По данным: Eurohockey.com и Eliteprospects.com

## Достижения
| Год        | Команда  | Достижение                                     | Достижение |
| ---------- | -------- | ---------------------------------------------- | ---------- |
| 2006, 2008 | АИК      | Победительница Кубка европейских чемпионов (2) |            |
| 2007, 2009 | АИК      | Чемпионка Швеции (3)                           |            |
| 2012       | МОДО     | Чемпионка Швеции (3)                           |            |
| 2008       | АИК      | Серебряный призёр чемпионата Швеции (2)        |            |
| 2014       | МОДО     | Серебряный призёр чемпионата Швеции (2)        |            |
| 2015       | Юргорден | Выход в Рикссериен из Первого дивизиона        |            |

| Год        | Команда | Достижение                                       | Достижение |
| ---------- | ------- | ------------------------------------------------ | ---------- |
| 2011       | МОДО    | Лучший коэффициент надёжности Рикссериен         |            |
| 2011, 2022 | МОДО    | Лучший процент отражённых бросков Рикссериен (2) |            |
| 2012       | МОДО    | Лучший вратарь Рикссериен                        |            |

- По данным Eliteprospects.com.